# كمال بلجود
كمال بلجود هو من مواليد سنة 1957 ببئر مراد رايس في الجزائر العاصمة، سياسي جزائري ووزير الداخلية سابقًا من 19 ديسمبر 2019 إلى 8 سبتمبر 2022.

## معرض الصور

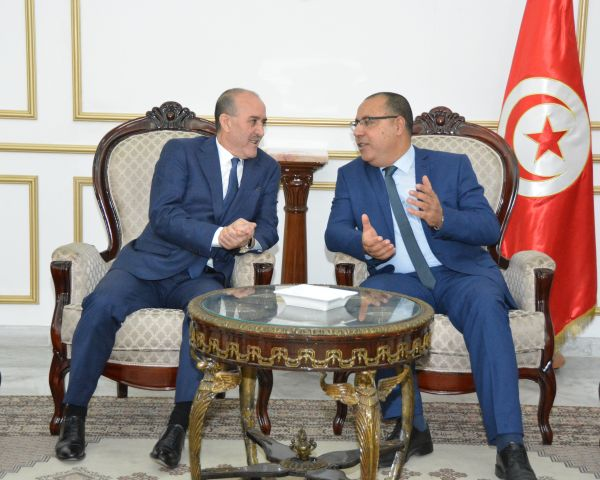
كمال بلجود مع هشام المشيشي وزير الداخلية التونسي، 29 فيفري 2020، تونس

## السيرة
وشغل بلجود عدة مناصب في مؤسسات الدولة منذ 1982، من بينها المشاركة في عملية القضاء على البيوت القصديرية في العاصمة لديوان ولاية الجزائر، في إطار خدمته الوطنية من 1983 و1984.وكمال بلجود هو من مواليد سنة 1957، ببئر مراد رايس، في الجزائر العاصمة.
وشغل بلجود عدة مناصب في مؤسسات الدولة منذ 1982، من بينها المشاركة في عملية القضاء على البيوت القصديرية في العاصمة لديوان ولاية الجزائر، في إطار خدمته الوطنية من 1983 و1984.

## الوظائف التي تقلدها
- مفتش عام بولاية الجزائر.
- رئيس دائرة الأبيض سيدي الشيخ.
- رئيس دائرة البيض بولاية البيض.
- رئيس دائرة عين أرنات بسطيف.
- رئيس دائرة عين وسارة بالجلفة.
- رئيس دائرة باتنة.
- 2005 إلى 2010: والي منتدب للشراقة.
- إلى غاية 2015: والي منتدب للرويبة.
- إلى غاية 2016: والي منتدب في زرالدة.
- 2016 إلى 2019 :أمين عام بوزارة السكن والعمران والمدينة.
- من أبريل 2019 إلى 2 يناير 2020: وزير السكن والعمران.
- من 19 ديسمبر 2019 إلى 8 سبتمبر 2022: وزير الداخلية والجماعات المحلية بالنيابة.